# Ч. В. Субраманьян
Чираятхумадом Венкатачальер Субраманьян (англ. Chirayathumadom Venkatachalier Subramanian, 11 августа 1924 — 5 февраля 2016) — индийский ботаник, миколог и фитопатолог, профессор Раджастханского университета.

## Биография
Родился в Эрнакуламе 11 августа 1924 года в семье юриста Ч. М. Венкатачальера и его супруги Т. Д. Парватхи Аммал. С отличием закончил Президенси-колледж Мадрасского университета, в 1944 году получил степень магистра. Первоначально интересовался водорослями и водными растениями, после окончания колледжа решил изучать микологию и фитопатологию.
В 1948 году получил степень доктора философии, в диссертации рассматривал влияние условий на вероятность грибных болезней хлопчатника. В 1957 году стал доктором наук, защитив диссертацию в Мадрасском университете.
В 1950—1951 годах учился в Великобритании у Эдмунда Уильяма Мэйсона.
С 1951 года Субраманьян читал лекции в Мадрасском университете. В 1958 году он был назначен профессором фитопатологии в Индийском сельскохозяйственном исследовательском институте. С 1960 по 1964 год заведовал кафедрой ботаники Раджастханского университета.
В 1955 году избран членом Индийской академии наук, в 1960 году — Индийской национальной академии наук. Награждён медалью Бирбала Сахни Индийского ботанического общества в 1972 году, медалью Джанаки Аммала Министерства окружающей среды и лесного хозяйства в 2000 году.
Скончался в Бангкоке 5 февраля 2016 года.

## Некоторые научные работы
- Subramanian, C. V. Hyphomycetes. — 1971. — 930 p.
- Subramanian, C. V. Hyphomycetes: Taxonomy and Biology. — 1983. — 502 p. — ISBN 0-12-675620-1.
- Subramanian, C. V., Wasser, S. P. Soil microfungi of Israel. — 2001. — 545 p. — ISBN 3-904144-76-6.

## Роды, названные именем Ч. В. Субраманьяна
- Ascosubramania Rajendran, 1997
- Subramania D.Rao & P.Rag.Rao, 1964
- Subramanianospora Narayanan, J.K.Sharma & Minter, 2003
- Subramaniomyces Varghese & V.G.Rao, 1979
- Subramaniula Arx, 1985